# كولة (نبات)
الكُولة أو الكولا (الاسم العلمي: Cola) هو جنس من أشجار تقع في غابات إفريقيا الاستوائية المطيرة، تصنف تحت فصيلة الخبازية، من أسرة البوهنية. أحياناً يطلق على الأنواع من هذا الجنس اسم شجرة الكولة أو جوزة الكولة للفاكهة التي تحتوي على البُنِّين التي تنتجها هذه الأشجار، وتستخدم في الغالب كمنكهات للمشروبات. يرتبط هذا الجنس بجنس الثيوبروما، أو الكاكاو في أمريكا الجنوبية. وهي أشجار أبيدة، يصل طولها إلى 20 متراً (حوالي 60 قدماً)، لها أوراق بيضاوية لامعة يصل طولها إلى 30 سم وفاكهتها على شكل نجمة.

## المنشأ وتوزيعها
يضم جنس الكولة من فصيلة الخبازية ما يقرب من 100-125 نوع تعيش في الغابات الجبلية والأراضي المنخفضة دائمة الخضرة في القارة الإفريقية بالمناطق الاستوائية. تقطف بذور جوزة الكولة بشكل رئيسي من النوعين (Cola nitida) و(Cola acuminata).
تزرع بعض الأنواع خارج الراضي الأفريقية، في البرازيل وجامايكا وأماكن أخرى في المناطق المدارية الرطبة.